# Canciones para llevar
Canciones para llevar es el segundo álbum del cantante argentino Coti Sorokin. Estrenado en marzo de 2004 publica también con Universal, cuyos temas habían sido compuestos casi en su totalidad en Madrid el año anterior y grabados en los estudios Circo Beat, la compañía de Matías Sorokin (guitarra y coros), Diego Olivero (teclado), Marcelo Novati (batería) y Matías Eisenstaedt (bajo y coros). Bailemos fue el sencillo de presentación.

## Canciones
| N.º | Título                                        | Escritor(es)                   | Duración |  |
| 1.  | «Otra vez»                                    | Coti Sorokin                   | 3:28     |  |
| 2.  | «Bailemos»                                    | Coti Sorokin                   | 4:14     |  |
| 3.  | «No me arrepiento»                            | Coti Sorokin                   | 3:41     |  |
| 4.  | «El baúl de los recuerdos»                    | Coti Sorokin                   | 4:15     |  |
| 5.  | «Soledad»                                     | Coti Sorokin                   | 3:54     |  |
| 6.  | «La suerte»                                   | Coti Sorokin                   | 4:02     |  |
| 7.  | «Nueces»                                      | Coti Sorokin · Pablo Duchovny  | 3:39     |  |
| 8.  | «Está sangrando»                              | Coti Sorokin                   | 5:32     |  |
| 9.  | «Paisaje»                                     | Coti Sorokin                   | 4:36     |  |
| 10. | «Pequeña historia de un funcionario corrupto» | Coti Sorokin                   | 3:19     |  |
| 11. | «Cuando te vayas»                             | Coti Sorokin                   | 3:42     |  |
| 12. | «Oleada»                                      | Coti Sorokin · Julieta Venegas | 3:24     |  |

## Cortes de difusión
- "Bailemos" (2004)
- "Otra vez" (2004)

- Datos: Q16245214